# Epsomite
L'epsomite (simbolo IMA: Esm), nota anche come sale di Epsom o con il suo nome chimico solfato di magnesio eptaidrato, è un minerale comune della classe dei minerali "solfati (e simili)". La sua composizione chimica è Mg[SO4] • 7H2O; è anche noto come sale inglese o sale amaro, a causa appunto del suo sapore amaro.

## Etimologia e storia
L'epsomite fu scoperta da François Sulpice Beudant nella città di Epsom in Gran Bretagna, località che ha dato il nome al minerale e che è anche la sua località tipo. Tuttavia, era nota e già descritta nel 1806 come un deposito in connessione con l'acqua minerale trovata a Epsom.

## Classificazione
Già nell'obsoleta, ma ancora in uso, 8ª edizione della sistematica minerale secondo Strunz, l'epsomite apparteneva alla classe dei minerali di "solfati, cromati, molibdati, tungstati" (e simili) e lì alla sottoclasse "Solfati acquosi senza anioni estranei", dove ha dato il nome alla "serie delle epsomiti" insieme agli altri membri fauserite (screditata), goslarite, morenosite, tauriscite (Q), con le quali forma il sistema nº VI/C.03d
Nella Sistematica dei lapis (Lapis-Systematik) di Stefan Weiß, che è stata rivista e aggiornata l'ultima volta nel 2018 e si basa ancora su questa classificazione classica di Strunz per considerazione verso i collezionisti privati e delle collezioni istituzionali, al minerale è stato assegnato il sistema e il minerale nº VI/C.07-10. In questa Sistematica ciò corrisponde anche alla sottoclasse dei "Solfati acquosi, senza anioni estranei", dove l'epsomite forma un gruppo indipendente, ma senza nome, insieme a goslarite, meridianiite e morenosite.
La 9ª edizione della sistematica minerale di Strunz, valida dal 2001 e aggiornata dall'Associazione Mineralogica Internazionale (IMA) fino al 2024, classifica anche l'epsomite nella categoria "7.C Solfati (selenati, etc.) senza anioni aggiuntivi, con H2O". Tuttavia, questa è ulteriormente suddivisa in base alla dimensione relativa dei cationi coinvolti, in modo che il minerale possa essere trovato nella suddivisione "Con cationi esclusivamente di medie dimensioni" in base alla sua composizione, dove forma il sistema nº 7.CB.40 con gli altri membri goslarite e morenosite.
Anche la classificazione dei minerali di Dana, usata principalmente nel mondo anglosassone, classifica l'epsomite nella classe dei "solfati, cromati, molibdati" (e simili) e lì nella sottoclasse degli "acidi idrati e solfati". Anche in questo caso è conosciuto come l'omonimo del "Gruppo delle epsomiti" con il sistema nº 29.06.11 e gli altri membri goslarite e morenosite all'interno della suddivisione "Acidi e solfati acquosi con AXO4 • x(H2O)".

## Abito cristallino
L'epsomite cristallizza nel sistema ortorombico nel gruppo spaziale P212121 (gruppo nº 19) con i parametri reticolari a = 11,88 Å, b = 12,00 Å e c = 6,86 Å oltre a 4 unità di formula per cella unitaria.

## Modificazioni e varietà
Tauriscite è il nome dato a una varietà di epsomite contenente ferro, con composizione chimica FeSO4·7H2O, ma non è un minerale approvato dall'IMA
Una epsomite contenente ferro con formula (Mg,Fe2+)[SO4]·7H2O è invece un minerale riconosciuto come varietà di epsomite.

## Origine e giacitura
L'epsomite si trova in molti luoghi, ma di solito solo in piccole quantità. Come minerale secondario, si forma dall'ossidazione dei solfuri metallici. Tuttavia, l'epsomite si forma anche principalmente dalle precipitazioni nei laghi salati e nei bacini di concentrazione marina. È uno dei sali nobili relativamente poco solubili in acqua ed è quindi principalmente accompagnato in questi casi da halite (salgemma).
La paragenesi di questo minerale si ha con alotrichite, melanterite, kieserite, mirabilite e alunogeno.
I depositi con formazioni secondarie sono miniere in giacimenti di solfuro, tra cui le miniere di rame di Bisbee in Arizona e varie miniere in Nevada. Formazioni primarie fossili di epsomite si trovano in numerosi depositi di sale di potassio, come nello Zechstein Salinar (Permiano superiore) dell'Europa centrale. Come formazione primaria recente, si trova nei cosiddetti laghi maculati nella contea di Okanogan nel nord dello Stato americano di Washington dove sono stati trovati cristalli lunghi fino a 2 metri, e oltre il confine canadese nel sud della Columbia Britannica. Si è anche recentemente formata durante l'erosione di una metapelite pirite-contenente presso il "Alum Cave Bluff" nel Parco nazionale delle Great Smoky Mountains ([nella Contea di Sevier, Tennessee), dove ha co-prodotto con l'apjohnite il metallo delle terre rare solfato-ossalato minerali coskrenite-(Ce), zugshunstite-(Ce) e levinsonite-(Y) nella loro località tipo. Anche nelle immediate vicinanze di esalazioni vulcaniche subaeriche (fumarole), ad esempio sul Vesuvio, dove l'epsomite sta attualmente precipitando. In Italia è stata trovata anche lungo la strada da Châtillon a Ussel, in Valle d'Aosta; in località Giorgetti e verso le Valli del Pasubio, nel comune di Recoaro Terme, in provincia di Vicenza; in località Ponte Stelvio, nel comune di Stelvio e Rio delle Laste, nel comune di Sarentino, in Trentino-Alto Adige.
Sotto forma di croste verdognole nella miniera di Monte Ramazzo, in provincia di Genova e nella miniera di pirite di Libiola, nel comune di Sestri Levante.
L'epsomite è stata rinvenuta nei laghi magnesiferi di Djaman-Klych, in Unione Sovietica; a Hodrusa, presso Banská Stiavnica, in Slovacchia; a Sedlitz, in Boemia.
Al di fuori della Terra, l'epsomite dovrebbe almeno verificarsi ovunque possano esistere (o sono esistite) soluzioni acquose. Così, l'epsomite è stata effettivamente rilevata sulla superficie della luna di Giove Europa; la scoperta non è stata diretta, ma è avvenuta dalla Terra, con l'aiuto di analisi spettrali. Sebbene non sia stato ancora scoperto alcun campione di epsomite su Marte, è stato dimostrato che quantità relativamente grandi di solfato di magnesio si trovano nel suolo marziano, ed è molto probabile che questi depositi contengano anche epsomite.
Altri idrati naturali di solfato di magnesio sono la kieserite, la pentahydrite e l'esaidrite. Questi sono i mono-, penta- o esaidrato.

## Caratteristiche
È solubile in acqua e in acido cloridrico (HCl).

## Utilizzi

### In medicina
Come altri solfati idrosolubili (mirabilite, kieserite), l'epsomite può essere usata come lassativo.

### Uso domestico
L'epsomite è spesso l'ingrediente principale dei sali da bagno. La glicerina viene aggiunta come umettante.

### Come fertilizzante
Nel Regno Unito, viene venduto come fertilizzante.

## Forma in cui si presenta in natura
L'epsomite di solito sviluppa aggregati e croste granulari o fibrosi, raramente anche cristalli aghiformi o prismatici di colore bianco con una sfumatura giallastra, verdastra (se contiene nichel) o rosa (se contiene cobalto). A volte si presenta anche in masse stalattitiche, in masse polverulente e in cristalli aciculari. A volte è presente anche in masse di forma botroidale, a grappolo d'uva. È nota anche l'epsomite incolore.
L'epsomite forma una serie completa di cristalli misti con goslarite e morenosite.